# Codia incrassata
Codia incrassata är en tvåhjärtbladig växtart som beskrevs av Renato Pampanini. Codia incrassata ingår i släktet Codia och familjen Cunoniaceae. Utöver nominatformen finns också underarten C. i. rufinervis.